# Roland Köster (Diplomat)
Wilhelm Dietrich Helmut Roland Köster (* 1. Juni 1883 in Mannheim; † 31. Dezember 1935 in Neuilly-sur-Seine) war ein deutscher Diplomat.

## Leben
Roland Köster war Sohn des Bankiers und Konsuls Wilhelm August Hyppolyt Köster (1854–1902) und der Holländerin Anthonia Maria Dyserinck (1858–1943) und Vetter von Cyriel Buysse. Er studierte an der  Ludwig-Maximilians-Universität München und der Ruprecht-Karls-Universität Heidelberg Rechtswissenschaft. Er wurde Mitglied des Corps Franconia München (1904) und des Corps Guestphalia Heidelberg (1905) war. 1908 trat er in den Justizdienst des Großherzogtums Baden. 1911 wurde er in Heidelberg zum Dr. iur. promoviert. 1912 wurde er Legationssekretär der badischen Gesandtschaft in Berlin und 1914 ins Auswärtige Amt berufen. Nach seiner Militärzeit arbeitete er ab 1915 in der Botschaft in Den Haag. 1919 leitete er als Legationsrat die preußische Gesandtschaft bei den Hansestädten, dann bis 1925 in Den Haag, Brüssel und Prag. Von 1925 bis 1929 war er Vortragender Legationsrat im Auswärtigen Amt und Leiter des Protokolls. 1929 bis 1930 war er Gesandter in Oslo. 1931 wurde er zum Ministerialdirektor der Personalabteilung im Auswärtigen Amt ernannt. Von November 1932 bis zu seinem Tod war er Botschafter in Paris. Köster starb mit 52 Jahren an einer  Lungenentzündung. Er erhielt in Frankreich ein Staatsbegräbnis. Die Pariser Botschaft übernahm Johannes Graf von Welczeck. Sein Neffe Ernst vom Rath war ebenfalls in der Botschaft in Paris beschäftigt.